# Чёмёр
Чёмёр (венг. Csömör [ˈtʃømør]) — посёлок и коммуна в составе медье Пешт, Венгрия.
Расположен у северо-восточной окраины Будапешта. Имеется железнодорожная станция. 
Конусообоазная крыша и над верхним окном расположены часы. Само здание покрашено в жëлтый оттенок не считая крыши. 
В Венгрии здание не сильно выделяется среди ближайших зданий, они похожи по окрасу и высоте:

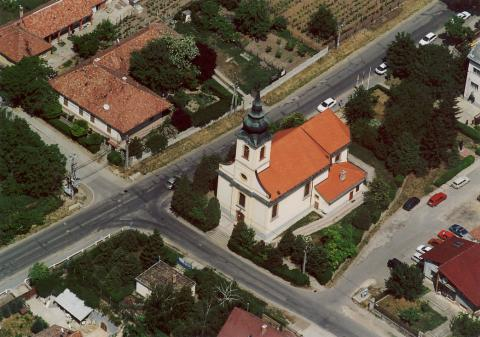
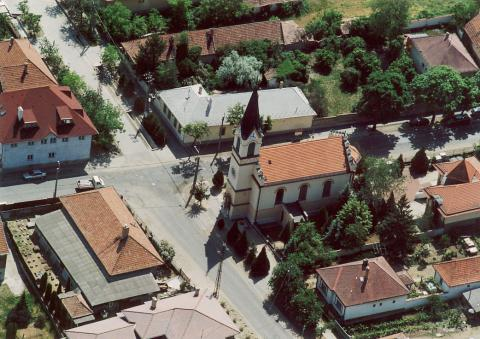

## Население
| Год  | Численность | Численность |
| ---- | ----------- | ----------- |
| 2013 | 9077        | [ 2 ]       |
| 2014 | 9124        | [ 3 ]       |
| 2019 | 9779        | [ 4 ]       |
| 2021 | 10 200      | [ 5 ]       |
| 2022 | 10 580      | [ 6 ]       |
| 2023 | 10 215      | [ 7 ]       |
| 2024 | 10 180      | [ 1 ]       |

## Города-побратимы
- Моймировце[вд], Словакия[8]
- Риметя, Румыния[8]